# 宇佐卓真
宇佐 卓真（うさ たくま、2000年4月11日 - ）は、日本の俳優、モデル。愛称、うさたく。福岡県福岡市出身。 アソビシステム所属。宇佐兎名義でVtuberとしても活動している。最近twitch配信一生懸命やってます。

## 来歴
幼年期から福岡市内で芸能事務所にスカウトされる。11歳の時に劇団四季の『サウンドオブミュージック』福岡公演のオーディションを受けて合格。フリードリッヒ役を演じる。その後、ハウス食品『うまかっちゃん』のCMに出演する。
2016年8月、『男子高生高1ミスターコン2016』に出場しグランプリを獲得する。 同年12月の『男子高生ミスターコン2016』ではSNOW賞を獲得し、初代「SNOW BOY」として活動した。
2018年2月、アソビシステムに所属。同年7月に上京して本格的に芸能活動を開始する。
2018年7月、AbemaTV『太陽とオオカミくんには騙されない』に出演。
2019年8月8日から9月29日に、2.5次元舞台『MANKAI STAGE『A3!』〜SUMMER 2019〜』で斑鳩円役を務める。
2021年5月23日・24日に東京・表参道bambooにて出演した劇メシ『パセリがすねた』主演。パセリ役を演じた。
2021年7月5日、アパレルブランド『Finx』を立ち上げ、プロデュースをしている。
2021年8月23日、ファンクラブ『Takuma Usa's fanmily』発足。

## 人物・エピソード
家族構成は、父・母・姉2人・祖母。実家ではトイプードルを2匹飼っていた。東京では猫を2匹飼っている。名前はトトとロキ。
趣味・特技はギター・ピアノ・歌・ダンス・ゲーム・バスケット・アクション・殺陣（日俳連アクション検定 アクション中級 殺陣初級）。
憧れの俳優は菅田将暉。好きな女優は新垣結衣。

## 受賞歴
- 『男子高生高1ミスターコン2016』グランプリ受賞（2016年8月13日）
- 『男子高生ミスターコン2016』SNOW賞受賞（2016年12月18日）

## 出演

### 舞台
- 虹の国の少年（2012年3月31日 - 4月1日） - ジェネス 役
- 劇団四季『サウンド・オブ・ミュージック』福岡公演 （2012年6月24日 - 10月14日） - フリードリッヒ 役
- Live Musical『SHOW BY ROCK』-狂騒のBloodyLabyrinth-（2018年8月30日 - 9月9日、東京公演、2018年9月14日 - 9月17日、大阪公演） - リク 役（ゆうたろうとWキャスト）
- 劇団山本屋『午前5時47分の時計台』（2018年10月5日 - 8日）
- 舞台『レイルウェイ』（2019年2月22日 - 3月2日） - 蛭子隼人 役
- 『BOYS★TALK』第4弾（2019年6月5日 - 9日）
- MANKAI STAGE『A3』 - 斑鳩円 役
  - 〜SUMMER 2019〜（東京凱旋公演：2019年8月8日 - 18日、兵庫公演：2019年8月23日 - 9月1日、愛知公演：2019年9月6日 - 8日、新潟公演：2019年9月13日 - 15日、東京凱旋公演大千秋楽：2019年9月19日 - 29日） - 斑鳩円 役
  - 〜Four Seasons LIVE 2020〜（2020年9月17日 - 20日）
  - ACT3! 〜2025〜（2025年3月22日 - 5月10日、KAAT神奈川芸術劇場 ホール）[3]
- 舞台『タンブリング』2020（東京公演：2020年4月19日 - 29日、大阪公演：2020年5月9日 - 10日） - 鈴木昌平 役　※新型コロナウイルスのため中止
- 劇メシ『パセリがすねた』（2021年5月23日 - 24日） - 主演・パセリ 役[4]
- 朗読劇『妖琦庵夜話 その探偵、人にあらず』 （2022年11月5日 - 6日） - 弟子丸マメ 役　主催：KADOKAWA[5]
- 舞台キ上の空論＃18『けむりの肌に』（2023年4月7日 ｰ16日） -　主演 茂木蓮司の大学生時代 役
- BREAK FREE STARS（2023年10月23日 - 11月5日） - シャイン 役[6][7]
- リーディングアクト『メモランダム No.136』（2023年12月16日・19日・22日） - ジャン＝ジャック 役[8][9]
- MANKAI STAGE『A3!』ACT3! 2025（2025年3月22日 - 4月13日） - 斑鳩円 役　＊前期のみ

### 映画
- アジア太平洋こども会議25周年記念映画『空飛ぶ金魚と世界のひみつ』（2013年9月28日） - 田山進 役
- 軍師官兵衛とその家臣たち（2015年、姫路文学館）
- 小郡物語〜ときのカケラ〜（2016年8月1日） - タク 役
- 美麗戦争（2019年10月19日）※中国映画
- オムニバス映画『青春カレイドスコープ』「夏色のマフラー」（2019年8月24日） - 宮田透 役
- 追いかけてキス（2019年）
- 午前0時、キスしに来てよ（2019年12月6日、松竹） - 有村優太 役
- Orange girl friend（2022年） - 主演・右京あきひろ 役 ※第6回岩槻映画祭（2022年6月4日・5日）短編映画コンペティション入選作品[10]※『審査員特別賞』『観客賞』W受賞、とくしま4K+NEXT徳島映画祭2022『ケーブルキャスト賞』受賞（2022年11月26日）
- 少女は卒業しない（2023年2月23日、クロックワークス） - 寺田賢介 役[11]
- 朝をさがして（2024年3月29日、SPOTTED PRODUCTIONS） - 正紀 役[12]

### テレビドラマ
- 妄想エレベーター（2019年9月17日、読売テレビ）
- 鈍色の箱の中で（2020年2月8日 - 3月14日、テレビ朝日） - 本田先輩 役
- 君の名前を好きって書いた（2020年10月11日 - 11月29日、日テレプラス） - 吉羽周 役
- 極主夫道 第5話（2020年11月8日、読売テレビ、日本テレビ） - 龍の若い頃 役
- 絶対BLになる世界VS絶対BLになりたくない男（2021年3月27日、テレ朝チャンネル1） - 優希 役
- 仮面ライダーリバイス 第5話・第47話・第49話・最終話（2021年10月3日・2022年8月7日・21日・28日、テレビ朝日） - ボン 役
- 鵜頭川村事件（2022年8月28日 - 10月2日、WOWOW） - 矢萩廉太郎 役[13]
- キス×kiss×キス 第6話・第9話（2022年11月23日・12月14日、テレビ東京）
- クールドジ男子（2023年4月14日 - 6月30日、テレビ東京・BSテレ東） - 青山 役
- パリピ孔明（2023年9月27日 ‐ 11月29日、フジテレビ） - 秋彦 役
- キス×kiss×キス〜LOVE ⅱ SHOWER〜 第3話 / 第6話（2023年11月17日 / 12月8日、テレビ東京） - 大地 役 / 安東涼太 役[14]
- 25時、赤坂で（2024年4月19日 - 6月21日、テレビ東京） - 佐久間はじめ 役[15]
  - 25時、赤坂で Season2（2025年10月2日〈予定〉 - 、テレビ東京）[16]
- ひだまりが聴こえる（2024年7月4日 - 9月19日、テレビ東京） - 横山智紀（ヨコ） 役[17]
- D&D〜医者と刑事の捜査線〜 第2話（2024年10月25日、テレビ東京） - 高石道明 役[18]
- 人違いから始まる恋もある スペシャル版（2024年11月28日・12月5日、テレビ東京） - 主演・水村海・水村陸 役（今井竜太郎とダブル主演）[19]

### ウェブドラマ
- 蒼い夏（2019年4月16日 - 5月7日、Nom de plume） - タクミ 役
- 私の卒業 若手俳優応援プロジェクト配信ドラマ「7時45分の君」（2020年2月7日、YouTube） - 浩太 役
  - 『私の卒業』若手俳優応援プロジェクト配信ドラマ「束縛彼女」（2020年2月28日） - たつき 役
- 僕等の物語（YouTube）
  - 「スカイパークに集合な!」（2020年5月30日） - 瑠偉斗 役
  - 「恋禁ハウスルール」第1話 - 第4話（2020年7月18日 - 26日） - 穂高弘樹（ヒロキ） 役
  - 「Stand by Meow」（2020年9月18日・9月19日） - KOTARO 役
  - 「スカイパークに集合な!2」（2020年10月16日・17日・18日） - ルイト 役
- 人のスマホを見てはいけない（2021年7月2日 - 、smash） - 草野昌平 役
- 対決落語（2021年7月28日 - 8月15日、Twitter / YouTube） - 山本卓郎 役
- マンケン男子とケイオン女子（2021年8月28日、YouTube） - ゴータ 役
- 小悪魔教師♡サイコ－Cinema Content－2（2021年9月17日 - 、peepドラマ） - 良村篤弥 役
- ハイセンスジャパン ショートドラマ『きゅんとする家電』（2022年3月7日・12日〈前編・後編〉、YouTube） - 裕太 役
- イラ恋（2023年8月11日 ‐ 、TikTok） - リク 役
- －晒し愛、こんな夜は誰のせい?－（2023年3月1日 - 22日、YouTube） - ツカサ 役
- 東京彼女 10月号 美琴篇 「朝をさがして」（2023年10月2日 - 30日、YouTube） - 稲葉正紀 役
- #だってヒロインじゃない（2024年2月16日 - 、TikTok） - 直人 役
- 人違いから始まる恋もある（2024年8月20日 - 、BUMP） - 主演・水村海・水村陸 役（今井竜太郎とダブル主演）[20]
- いい妻やめました (2025年3月14日- 、BUMP) - 直樹 役
- 被写界深度（2025年6月20日 - 、FOD） - 主演・早川秀一郎 役（平野宏周とダブル主演）[21]

### テレビ番組
- アサデス（2012年、九州朝日放送）
- トクソー最前線（2016年9月1日、テレビ西日本）
- めんたいPlus（2016年9月12日、福岡放送）
- ももち浜ストア（2016年11月4日、テレビ西日本）
- ドーモでした（2016年、九州朝日放送）
- 情報プレゼンター とくダネ!（2016年12月19日、フジテレビ）
- ひるキュン!（2017年3月10日、TOKYO MX）
- お願い!ランキング（2018年8月16日・8月20日、テレビ朝日）
- 話題沸騰!AbemaTV『太陽とオオカミくんには騙されない』予習復習SP（2018年9月22日・29日、テレビ朝日）
- ジュウダイ（2018年12月20日、NHK Eテレ）
- アベマの時間『太陽とオオカミくんには騙されない』地上波スペシャル版（2019年8月19日、テレビ朝日）
- 渋谷オルガン坂生徒会（2019年12月 - 、DHCテレビ）
- フォロワーズ72H（2020年2月8日・15日、BSフジ）
- 痛快TV スカッとジャパン「息子がくれた成人式のサプライズプレゼント」（2020年3月2日、フジテレビ） - 田村秀人 役
- 胸キュンデート』VLOG1/4〜4/4（2020年3月10日 - 31日、DHCテレビ）
- 東京 03 in UNDERDOGS（2020年8月12日、BSフジ）
- 妄想デート第2弾！VOL.1 - VOL.4（2020年12月 - 2021年1月10日、DHCテレビ）
- あざとくて何が悪いの? 1時間SP（2021年2月20日、テレビ朝日） - 白石 潤 役
- あざとくて何が悪いの?（2021年2月27日、テレビ朝日） - 塩田サトル 役
- ときめきキャッスル〜迫りくるキュンを我慢できますか?〜（2023年3月25日、TBS）

### ウェブ番組
- 太陽とオオカミくんには騙されない（2018年7月29日 - 10月14日、AbemaTV）
  - 太陽とオオカミくんには騙されない SPECIAL2（2019年1月4日、AbemaTV）
- サナレッジ 第6回・第11回放送（2022年10月25日・2023年3月28日 ₋ ニコニコチャンネル）

### ラジオ番組
- MANKAI STAGE A3!RADIO!!!（2019年8月11日、ニッポン放送）
- 駒木根葵汰のレコメン（2024年6月10日、文化放送）
- 駒木根葵汰のレコメン（2024年11月18日、文化放送）

### イベント
- TAKUMA LIVE（2015年8月24日）
- FASHION SHOW in FUKUOKA CHAOS（2016年3月28日）
- LOUIS×TAKUMA LIVE（2016年9月10日）
- わたしのお気に入り 劇団四季サウンドオブミュージック福岡公演 子役によるコンサート（2017年5月5日）
- LOUIS×TAKUMA LIVE（2017年7月17日）
- ロッテ ハロウィンカワイイプロジェクト発表会（2017年8月29日）
- 5iVESTAR 2018 FUKUOKA（2018年3月17日）
- 超十代 ULTRA TEENS FES-2018（2018年3月27日）
  - 超十代 ULTRA TEENS FES-2019（2019年3月26日）
  - デジタル 超十代 -2019（2019年11月9日）
- IKEFES 2018 SUMMER（2018年8月4日）
- SHIBUYA109 WINTER SALE EVENT（2019年1月13日）
- 福岡アジアコレクション（FACo）（2019年3月24日）
- GIRLS MEETING×天神コア（2019年3月30日）
  - GIRLS MEETING AKASHI-JO 400（2019年5月5日）
- きいたく祭（2019年7月7日）
- TGC北九州（2019年10月5日）
- 宇佐卓真 フリマ（2019年10月27日）
- 午前0時、キスしに来てよ 公開直前イベント『ドキドキ♡ドリームNIGHT』（2019年11月28日）
- TGC teen 2019 WINTER9（2019年12月25日）
- 新型コロナウィルス　アフリカ緊急支援オークション（2020年7月20日）
- TikTok HALLOWEEN JAPAN（2020年10月31日）
- 関西コレクション（2024年8月1日）
- Takuma Usa’s fanmily OFFICIAL FAN CLUB EVENT vol.1 （2024年12月7日）
- まだ終わらない！ドラマ「25時、赤坂で」 〜真冬の大忘年会〜（2024年12月29日）

### ミュージックビデオ
- Saucy Dog『結』MUSIC VIDEO（2020年3月13日）
- 吉田凜音『My feelings feat・さなり』MUSIC VIDEO（2020年3月18日）
- THIS VERY DAY『PRESENT』MUSIC VIDEO（2020年12月24日）
- ビッケブランカ『ポニーテイル』MUSIC VIDEO（2020年2月12日）
- VTuber宇佐 兎としてオリジナルソング『夢生-muu』をリリース（2022年4月11日）
- まるり『好きだよ』MUSIC VIDEO（2022年6月25日）
- マルシィ『幸せの花束を』MUSIC VIDEO（2022年11月2日）
- kobore『もういちど生まれる』MUSIC VIDEO（2023年3月19日）
- VTuber宇佐 兎によるオリジナルソング『海老で鯛を釣る feat. 可不』をリリース（2023年5月1日）
- 宇佐卓真 オリジナルソング『fadeout』をリリース（2023年8月7日）
- Omoinotake『幾億光年』MUSIC VIDEO（2024年2月6日）

### DVD・Blu-ray・CD
- Live Musical『SHOW BY ROCK!!』-狂騒のBloodyLabyrinth（2019年1月16日） - DVD
- 劇団山本屋『午前5時47分の時計台』（2019年5月19日） - DVD
- 舞台『レイルウェイ』（2019年7月4日） - DVD
- BOYS★TALK第4弾（2019年12月25日） - DVD
- MANKAI STAGE『A3!』〜SUMMER 2019〜（2020年2月5日） - Blu-ray、DVD
- 午前0時、キスしに来てよ（2020年6月17日） - Blu-ray、DVD
- 夏色のマフラー（2020年6月18日） - DVD
- 絶対ＢＬになる世界vs絶対ＢＬになりたくない男（2021年6月25日） - Blu-ray、DVD
- 25時、赤坂で（2024年11月29日） - Blu-ray、DVD
- ひだまりが聴こえる（2025年1月28日） - Blu-ray、DVD

### CM・広告
- ハウス食品『うまかっちゃん』（2013年8月5日 - ）
- 同和問題啓発強調月間『青空編』（2015年7月 - ）
- スタディサプリ進路（2017年4月1日 - ）
- SNOW（2017年5月24日 - ） ※宣伝大使
- LOTTE「Fit’s」
- 『2年F組 Fit’s組日本最強のクラス』（2017年2月5日 - ） - 一匹狼フリスタ男子 役
- 『2年F組 Fit’s組 ＃応援フィッツ編』ダンスバージョン（2017年6月20日 - ）

- WWD×adidas Originals（2018年3月28日） - モデル
- 幸楽苑『恋する幸楽苑』『ゆず塩野菜らーめん』編（2018年3月16日 - ）
- Samantha Thavasa　KINGZ by Samantha Thavasa meets TAKUMA USA（2018年10月23日）
- ハイアール
  - 『＃恋する家電』（2019年3月1日 - ）
  - 『＃目撃家電』（2020年3月24日 - ）
- 心ときめく出会いが待つ♡東京の島へ 縁結び観光プロジェクト（2019年9月5日）
- EDION なんば本店LIVE（2019年10月30日）
- Book Live（2019年10月30日 - ）
- HOKA ONE ONE × atmos（2020年7月29日） - モデル
- 日本大学生物資源科学部／キャンパスツアー（2020年9月3日）
- FILA×エヴァンゲリオン コラボレーション スニーカー （2021年1月22日） - モデル
- マイナビ進学『堀 海登×宇佐卓真』仲良し2.5次元俳優の素顔に迫る！青春ワンプレート（2021年3月28日・4月3日・4月10日・4月17日・4月24日）
- DMMブックス
  - 『読んで！読んで！無料作品編』
  - 『読んで！読んで！還元中編』（2021年4月23日 - 5月16日）
- しぶやいちまるきゅうちゃんねる （2021年6月9日）
- dynabook公式チャンネル　ブランドムービー『世界初は、夢じゃない』（2023年2月22日）
- 洋服の青山公式チャンネル『安心おまとめセット』（2024年2月14日）
- NIVEA『好きな人が、好きな自分でいられますように』（2024年7月7日）
- ほっともっと「冷めないうちにHottoMotto」（2024年12月10日）

### 自作曲
- fadeout
- Have kittens
- Anti my soul
- Night
- Holy 今日も。
- lonely